# جورج إدواردز (ممثل)
جورج إدواردز (بالإنجليزية: George Edwards)‏ هو ممثل أسترالي، ولد في 11 مارس 1886 في أستراليا، وتوفي في 1953.

## وصلات خارجية
- جورج إدواردز على موقع ميوزك برينز (الإنجليزية)